# Cerastium morrisonense
Cerastium morrisonense är en nejlikväxtart som beskrevs av Bunzo Hayata. Cerastium morrisonense ingår i släktet arvar, och familjen nejlikväxter. Inga underarter finns listade i Catalogue of Life.